# Alexander von der Nahmer
Alexander von der Nahmer (* 19. April 1832 in Wiesbaden; † 15. Februar 1888 in Remscheid) war ein deutscher Großindustrieller.

## Leben und Wirken
Alexander von der Nahmer war Sohn des Prokurators Wilhelm von der Nahmer (1792–1834), der beim hessen-nassauischen Oberappellationsgericht tätig war, und Franziska Clementine Schenk (1802–1865). Der frühe Tod des Vaters verhinderte ein Studium von von der Nahmer, er eignete sich autodidaktisch Kenntnisse auf dem Gebiet der Eisen- und Stahlverarbeitung an.
In Friedrich-Wilhelms-Hütte bei Troisdorf war er in den 1850er-Jahren als Betriebsdirektor eingesetzt und leitete dort das Walzwerk. Er heiratete 1857 in Wiesbaden Susanne Luise Bayer (1827–1901) aus Darmstadt.
Aufgrund einer Stellenanzeige der Exportkaufleute Gebr. Böker in Remscheid, wechselte von der Nahmer 1862 dorthin. Das Walzwerksgesellschaft und Dampfschleiferei der Gebr. Böker hatte in der Vergangenheit schwere Verluste hinnehmen müssen. Das ehemalige Unternehmen wurde liquidiert und als Handelsgesellschaft „Gebr. Böker und Alexander von der Nahmer“ an der Wendung in Remscheid neu gegründet. Alexander von der Nahmer hatte von Haus aus keine großen Reichtümer, immerhin bestand seine Kapitaleinlage an das gemeinsame Unternehmen aus 10.000 Talern. Er wurde zum alleinigen kaufmännischen und technischen Direktor bestellt. Seine Bestrebungen das Unternehmen zu sanieren war erfolgreich, bereits im dritten Geschäftsjahr konnte es einen Gewinn erzielen.
Die Gesellschaft wurde in die Aktiengesellschaft „Bergische-Stahl-Industrie AG“ umgewandelt und er wurde zum technischen Direktor bestellt. Sein Sohn Wilhelm (1858–1938) wurde zweiter Direktor, dessen Position wurde aber 1875 von Moritz Böker eingenommen. Nachdem es in den 1880er-Jahren immer häufiger zu Meinungsverschiedenheiten mit Böker gekommen war, beschloss von der Nahmer 1884 ein eigenes Werk zu gründen. Dieses Werk sollte auch die Zukunft seines zweiten Sohnes Adolf (1866–1939) sichern. Im November 1885 nahm das „Alexanderwerk A. von der Nahmer. Stahl-, Eisen- u. Metall-Giesserei, Maschinen-, Werkzeug- u. Armaturen-Fabrik“ die Produktion auf. Bis zum Tode Alexander von der Nahmer 1888 leiteten Vater und Sohn gemeinsam das Werk.